# Núcleos Estaduais de Orquestras Juvenis e Infantis da Bahia
Os Núcleos Estaduais de Orquestras Juvenis e Infantis da Bahia (NEOJIBÁ) foram criados em 2007 pelo pianista, educador, regente e gestor cultural Ricardo Castro e está vinculado à Secretaria de Justiça, Direitos Humanos e Desenvolvimento Social do Governo do Estado da Bahia.
O Programa trouxe um conceito inovador de política pública que alia, de forma pioneira na Bahia, as áreas de cultura, educação e de desenvolvimento social. O NEOJIBA promove, incentiva e apoia o desenvolvimento e a integração social pela prática musical coletiva. A gestão da iniciativa é realizada pelo Instituto de Ação Social pela Música (IASPM), uma associação civil sem fins lucrativos fundada em 2009, que é pioneiro na Bahia na promoção da integração social através da prática orquestral e do coral infanto-juvenil.

## Metodologia
A metodologia do programa é inspirada em um modelo didático-musical de desenvolvimento humano, criado por José Antônio Abreu, na Venezuela, em 1975, hoje reconhecido mundialmente como El Sistema.
As crianças, adolescentes e jovens atendidos no NEOJIBA recebem, principalmente através da música, noções de responsabilidade, trabalho em equipe e respeito mútuo.
A metodologia é baseada na construção ética e pedagógica da infância e da juventude, com a instrução e a formação coletiva da música, assim como com a capacitação de jovens artesãos na fabricação e reparação de instrumentos musicais.
Na estrutura do programa e ao longo do tempo, além de músicos/instrumentistas, os integrantes contam com a possibilidade de se tornar também coordenadores, instrutores e professores, entre outras funções.
As crianças, adolescentes e jovens atendidos são beneficiados também com acompanhamento social, escolar e de saúde.

## Atuação e formações
Em 12 anos de criação, o Programa NEOJIBA atendeu no total, direta e indiretamente, mais de 10 mil crianças, adolescentes e jovens, entre 06 e 29 anos.
- Núcleo Central do NEOJIBA: localizado em Salvador, no Parque do Queimado.
- Núcleos de Prática Musical (NPM): 10 núcleos em total, sediados em diferentes bairros da capital e em outros dois municípios do estado, Simões Filho e Jequié.
- Núcleos Territoriais do NEOJIBA (NTN): com implementação prevista para 2019, nas cidades de Feira de Santana, Vitória da Conquista e Teixeira de Freitas.

O NEOJIBA conta com 4 formações principais: Orquestra de Cordas Infantil, Orquestra Pedagógica Experimental, Orquestra Castro Alves e Orquestra Juvenil da Bahia.

### Orquestra Juvenil da Bahia
Primeira e principal formação orquestral do programa NEOJIBA, é constituída por adolescentes e jovens com até 27 anos.
Já realizou mais de 190 apresentações para um público de mais de 200 mil pessoas e foi a primeira orquestra juvenil brasileira a se apresentar na Europa, em 2010. A Orquestra já se apresentou em diversas cidades brasileiras e participou de turnês internacionais em países como Portugal, Reino Unido, Alemanha, Suíça, Estados Unidos, Itália e França.
Algumas apresentações ocorreram nas mais prestigiadas salas de concerto do mundo, como o Queen Elizabeth Hall e o Royal Festival Hall (Londres), o Centro Cultural de Belém (Lisboa), o Great Hall/Konzerthaus (Berlim), o Victoria Hall (Genebra), o Granada Theatre (Santa Barbara), Sala Verdi (Milão), Teatro dell'Opera di Firenze (Firenze), Sala Santa Cecilia (Roma) e o Philharmonie (Paris), dentre muitas outras.
A Orquestra Juvenil da Bahia apresentou concertos ainda nos Estados Unidos, nas cidades de Tucson e Scottsdale (Arizona), Kansas (Missouri) e Carmel (Indiana). Somente no estado americano da Califórnia (EUA), foram quase 10 cidades, dentre as quais, Palm Desert, Aliso Viejo, Northridge, San Luis Obispo, Davis, Santa Barbara e Rohnert Park.
Regente Titular: Maestro Ricardo Castro, fundador e diretor geral do Programa NEOJIBA.

## Ricardo Castro
Ricardo Castro é pianista e maestro. É regente titular da Orquestra Juvenil da Bahia, idealizador e Diretor Geral do NEOJIBA.
Primeiro lugar nos concursos Rahn em Zurique em 1985, Pembaur em Berna em 1986, diplomou-se no Conservatório de Genebra em 1987 com o “Premier Prix de Virtuosité avec Distinction et Felicitacions du Jury”. Neste mesmo ano foi vencedor ex-aequo do Concurso Internacional da ARD de Munique, inicio de sua carreira internacional.
Completou seus estudos de piano em Paris com Dominique Merlet. Encontros com Friedrich Gulda, Alicia de La Rocha, Martha Argerich e Maria João Pires foram determinantes para a construção de sua estética musical.
Em 1993 recebeu o primeiro premio no prestigioso “Concurso Internacional de Piano de Leeds” na Inglaterra, tornando-se o primeiro vencedor latino-americano do concurso desde sua fundação, em 1963. Na sequencia da comemoração foi recebido em 10 Downing Street pelo primeiro ministro John Major e tocou para todo o gabinete do Governo britânico e para alguns dos mais importantes músicos da época, inclusive para o regente Sir Georg Solti.
Em 2013, Ricardo Castro tornou-se o primeiro brasileiro a receber o título de Membro Honorário da Sociedade Filarmônica Real, passando a figurar desde então ao lado de personalidades chaves na história da música ocidental. O título foi concedido apenas 131 vezes, em 200 anos, a personalidades como Brahms, Liszt ou Stravinsky, em reconhecimento a importantes serviços prestados à música.

## Parque do Queimado
O Parque do Queimado é a sede central do NEOJIBA em Salvador e abriga um conjunto de edifícios que compõem a antiga companhia de distribuição de água, construída em 1852 e inaugurada oficialmente com a presença de D. Pedro II e da imperatriz Teresa Cristina, em 1859.
A Companhia de Abastecimento de Água do Queimado foi um marco da engenharia no Brasil, sendo a primeira usina de tratamento e distribuição urbana de água do país. Em 1997, o Instituto do Patrimônio Histórico e Artístico Nacional (IPHAN) inscreve a Fonte e o Parque no Livro Histórico Nacional, dando proteção do Governo Federal à área.
A requalificação dos edifícios históricos foi realizada com inédito padrão de qualidade para equipamentos de formação musical no Brasil, com o apoio do Banco Nacional de Desenvolvimento Econômico e Social (BNDES).
A Sede funciona todos os dias da semana e pode receber diariamente até 1200 crianças, adolescentes e jovens. De segunda a sexta-feira, são oferecidas atividades pedagógicas nos três turnos e, nos finais de semana, ocorrem apresentações musicais abertas ao público.
Equipado como um espaço dinâmico de convivência familiar e comunitária, voltado para ações de intercâmbio presencial e transmissão a distância via internet de alta capacidade, a nova sede do NEOJIBA é um marco para o desenvolvimento social por meio da prática musical coletiva e de excelência.

## Parcerias
O Programa recebe o patrocínio de empresas privadas através de leis de incentivo à cultura nas três esferas municipal, estadual e federal, com isenções fiscais sobre o IRPJ, ICMS e dedução do Imposto de Renda. O NEOJIBA conta também com contribuições da sociedade civil, tanto em forma de recurso financeiro de doações como também pela troca de bens e serviços e o programa de voluntariado.
O NEOJIBA é um dos 92 projetos brasileiros apoiados pelo Programa das Nações Unidas para o Desenvolvimento (PNUD) da Organização das Nações Unidas (ONU). O novo Plano Estratégico do PNUD (2018-2021) da ONU foi desenhado para responder à grande diversidade de países atendidos, em três amplos âmbitos de desenvolvimento: erradicação da pobreza, transformações estruturais e construção de resiliência.
Em 2014, 14 jovens músicos do NEOJIBA integraram a Orquestra Sinfônica de Jovens das Nações Unidas e apresentaram-se durante as comemorações do aniversário de 69 anos das Nações Unidas, em Nova Iorque.

## Prêmios e reconhecimento
O Programa formou músicos premiados como o estudante Yuri Azevedo, 20 anos, que ganhou o prêmio Eleazar de Carvalho, em competição considerada a maior premiação da música erudita no país.
Além da premiação individual, o NEOJIBA já recebeu o prêmio de primeiro lugar na categoria “Música Erudita” da 5ª edição do Festival Internacional de Corais – Cantoritiba.